# Dettó (regény)
A Dettó (Kiln People) David Brin 2002-ben megjelent Campbell-, Arthur C. Clarke-, Hugo-, és Locus- SF-díjakra jelölt futurisztikus thrillere. Magyar nyelven 2009-ben jelent meg Haklik Norbert fordításában a Metropolis Mediánál a Galaktika Fantasztikus Könyvek sorozatban.

## Történet
|  | Alább a cselekmény részletei következnek! |

Al Morris sikeres magánnyomozó egy eldobható klónokkal, agyagból készített – eltérő képességű – dettókkal teli világban. A különböző tulajdonságú (és színű) gólemek végzik a háztartás körüli munkát, nyomoznak, szimatolnak, gyűjtik az információkat helyette. Alnak csak koordinálnia kell a feladatokat, és letölteni az egynapos élettartamú másolataiból az új fejleményeket. Azonban titokban a Világkemence konglomerátumnál megszületett egy új technológia, melynek hatására – ha piacra kerül – az emberek feleslegessé válhatnak. Al legújabb megbízásai során a férfi és dettói az események fő sodrába kerülnek, a való ember (és klónjai) élete rémálommá változik.
|  | Itt a vége a cselekmény részletezésének! |

## Vélemények a regényről
- „A szerző biztos kézzel vegyíti a könnyed humort a legkomolyabb tudományos ötletekkel.” (Publishers Weekly)
- „Szövevényes cselekmény, fáradhatatlan ötletesség és bőségesen adagolt humor: Brin regényének lapjai csak úgy pörögnek az olvasó kezében.” (Kirkus Reviews)
- „David Brin minden más, általam ismert írónál jobban képes ijesztő, fontos problémákat úgy fejtetőre állítani, hogy föltárja a bennük rejtőző csodálatos lehetőségeket.” (Vernor Vinge)[2]

## Magyarul
- Dettó. Kiln people; ford. Haklik Norbert; Metropolis Media, Bp., 2009 (Galaktika fantasztikus könyvek)